# アジェンダ (カンザス州)
アジェンダ（英: Agenda）は、アメリカ合衆国のカンザス州リパブリック郡にある都市。2000年国勢調査時の人口は81人。

## 地理
国勢調査局の調査によると市の総面積は0.4平方キロメートル（0.2平方マイル）で、全土が陸地で占められる。

## 人口動態
2000年の国勢調査時点でこの市には81人、38世帯、24家族が暮らしていた。人口密度は1平方キロあたり208.5人で、平方マイルに換算すると534.5人となる。住居数は54軒で、1平方キロの土地に139.0軒（1平方マイルでは356.3軒）が建っていることになる。住民全員白人。
38世帯のうち23.7%は18歳未満の子供と暮らしており、57.9%は夫婦で生活している。2.6%は未婚の女性が世帯主であり、36.8%は家族以外の住人と同居している。36.8%が独り身世帯で、15.8%を独居老人が占める。1世帯あたりの平均構成人数は2.13人、家庭の構成人数は2.75人である。
住民のうち22.2%が18歳未満の未成年、4.9%が18歳以上24歳以下、23.5%が25歳以上44歳以下、18.5%が45歳以上64歳以下、30.9%が65歳以上となっており、平均年齢は44歳である。女性100人に対し男性は88.4人いる一方、18歳以上の女性100人ごとに対しては80.0人いる。
一世帯あたりの平均収入は26,500米ドルで、家族ごとでは39,063米ドルである。男性の平均収入は31,250米ドル、女性の平均収入は11,250米ドルで、労働者でない人々も含めた住民一人当たりの収入は13,307米ドルとなる。総人口の5.9%、64歳以上の老人の6.1%が貧困線以下の生活を送っている。家族や18歳以下の子どもで貧困線以下の生活を送っている者はいない。